# Toftavatn
Toftavatn är en sjö på ön 
Eysturoy  i Färöarna (Kungariket Danmark).   Den ligger i sýslan Eysturoya sýsla, i den nordöstra delen av landet, 10 km norr om huvudstaden Tórshavn och är Färöarnas fjärde största naturliga sjö med en yta på 0,51 kvadratkilometer. Toftavatn ligger 75 meter över havet  och  sträcker sig 1,4 kilometer i nord-sydlig riktning, och 1,1 kilometer i öst-västlig riktning.
Följande samhällen ligger vid Toftavatn:
- Toftir (823 invånare)
- Runavík (503 invånare)